# Curruca
A Curruca a madarak osztályának verébalakúak (Passeriformes) rendjébe és az óvilági poszátafélék (Sylviidae) családjába tartozó nem.

## Rendszerezés
Besorolásuk vitatott, az újabb kutatások hatására átalakították a nemet, de ez még nem talált általános elfogadásra.
A családon belül a legközelebbi rokonai a Sylvia és a Parophasma nembe tartoznak.
A nembe az alábbi 26 faj tartozik:
- sivatagi poszáta (Curruca nana vagy Sylvia nana)
- szaharaposzáta (Curruca deserti vagy Sylvia deserti)
- karvalyposzáta (Curruca nisoria vagy Sylvia nisoria)
- Curruca layardi vagy Sylvia layardi más néven Parisoma layardi
- Curruca subcaerulea vagy Sylvia subcaeruleum más néven Parisoma subcaeruleum
- Curruca boehmi vagy Sylvia boehmi más néven Parisoma boehmi
- kis poszáta (Curruca curruca vagy Sylvia curruca)
- Curruca minula vagy Sylvia minula
- Curruca althaea vagy Sylvia althaea
- jemeni poszáta (Curruca buryi vagy Sylvia buryi)
- barna poszáta (Curruca lugens vagy Sylvia lugens más néven Parisoma lugens)
- dalos poszáta (Curruca hortensis vagy Sylvia hortensis)
- balkáni poszáta (Curruca crassirostris)
- arab poszáta (Curruca leucomelaena vagy Sylvia leucomelaena)
- mezei poszáta (Curruca communis vagy Sylvia communis)
- szardíniai poszáta (Curruca sarda vagy Sylvia sarda)
- baleári poszáta (Curruca balearica vagy Sylvia balearica)
- bujkáló poszáta (Curruca undata vagy Sylvia undata)
- atlaszi poszáta (Curruca deserticola vagy Sylvia deserticola)
- törpeposzáta (Curruca conspicillata vagy Sylvia conspicillata)
- feketetorkú poszáta (Curruca ruppeli vagy Sylvia rueppelli)
- ciprusi poszáta (Curruca melanothorax vagy Sylvia melanothorax)
- Curruca subalpina vagy Sylvia cantillans moltonii vagy Sylvia subalpina
- kucsmás poszáta (Curruca melanocephala vagy Sylvia melanocephala)
- tamariszkuszposzáta (Curruca mystacea vagy Sylvia mystacea)